# 윌리엄 깁슨

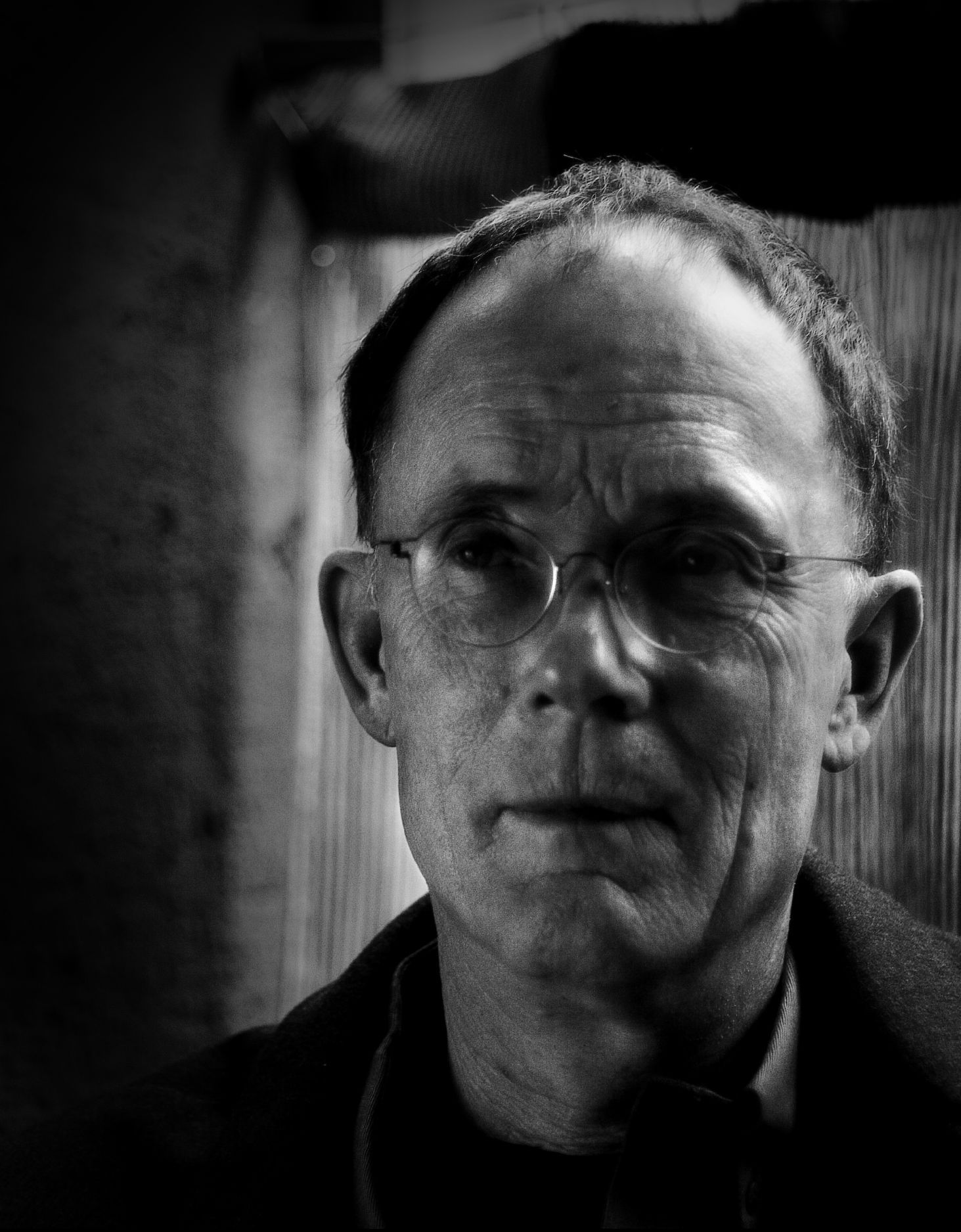
윌리엄 깁슨(2008년 3월)

윌리엄 포드 깁슨(영어: William Ford Gibson, 1948년 3월 17일 ~ )는 미국 출신 캐나다의 소설가로 과학소설의 장르인 사이버펑크의 "느와르 프로펫(noir prophet, 검은 예언자)"라고 불린다. 1982년 그의 데뷔작인 뉴로맨서(Neuromancer)에서 "사이버스페이스(cyberspace)"라는 용어와 개념이 유명해졌다. 그는 아직 잘 알려지지 않은 90년대 이전에, 현재 전 세계적으로 퍼져 있는 네트워크 공간을 잘 묘사했으며 뉴로맨서에서 쓰인 많은 용어들이 90년대에 들어 인터넷 등에서 널리 쓰이게 되었다. 2012년 9월19일 안철수 전 서울대융합기술원장이 대선 출마를 공식 선언한 기자회견문에 "미래는 여기에 있다. 아직 널리 퍼지지 않았을 뿐이다"라는 인용구로 한국에서 유명해지게 되었다.

## 단행본
- 아이도루 (2001년, ISBN 978-89-8371-076-5) 사이언스북스
- 뉴로맨서 (2005년, ISBN 978-89-8273-885-2) 황금가지
- 카운트 제로 (2012년, ISBN 978-89-6017-455-9) 황금가지